# Roodstaartmoupinia
De roodstaartmoupinia (Moupinia poecilotis; synoniem: Chrysomma poecilotis) is een zangvogel uit de familie Paradoxornithidae (diksnavelmezen).

## Verspreiding en leefgebied
Deze soort is endemisch in de bergen van zuidwestelijk China, met name van zuidoostelijk Qinghai tot noordwestelijk Sichuan en noordwestelijk Yunnan.

## Status
De grootte van de populatie is niet gekwantificeerd maar de soort wordt omschreven vrij algemeen. Op de Rode lijst van de IUCN heeft deze soort de status niet bedreigd.